# Lista över fornlämningar i Lomma kommun
Lista över fornlämningar i Lomma kommun är en förteckning av ett urval av de fornlämningar som finns i Lomma kommun.

## Borgeby
| Namn                                   | Lämningstyp             | Tillkomsttid | Historisk indelning | Plats | Läge                 | ID-nr          | Bild                                      |
| -------------------------------------- | ----------------------- | ------------ | ------------------- | ----- | -------------------- | -------------- | ----------------------------------------- |
| Värnhög (Borgeby 1:1)                  | Hög                     |              | Borgeby, Skåne      |       | 55.735889, 13.064499 | 10119400010001 | Ladda upp en bild av detta fornminne      |
| Ramshögarna, Ramms högar (Borgeby 2:1) | Hög                     |              | Borgeby, Skåne      |       | 55.745637, 13.048623 | 10119400020001 | Ladda upp en till bild av detta fornminne |
| Ramshögarna, Ramms högar (Borgeby 2:2) | Hög                     |              | Borgeby, Skåne      |       | 55.745092, 13.048183 | 10119400020002 | Ladda upp en till bild av detta fornminne |
| Ramshögarna, Ramms högar (Borgeby 2:3) | Hög                     |              | Borgeby, Skåne      |       | 55.746191, 13.049241 | 10119400020003 | Ladda upp en bild av detta fornminne      |
| Svinhög (Borgeby 3:1)                  | Hög                     |              | Borgeby, Skåne      |       | 55.737768, 13.027801 | 10119400030001 | Ladda upp en till bild av detta fornminne |
| Svinhög (Borgeby 4:1)                  | Hög                     |              | Borgeby, Skåne      |       | 55.740204, 13.029949 | 10119400040001 | Ladda upp en till bild av detta fornminne |
| Valshögarna (Borgeby 8:1)              | Hög                     |              | Borgeby, Skåne      |       | 55.747628, 13.017772 | 10119400080001 | Ladda upp en bild av detta fornminne      |
| Lilla Mallhög (Borgeby 24:1)           | Hög                     |              | Borgeby, Skåne      |       | 55.722376, 13.007149 | 10119400240001 | Ladda upp en till bild av detta fornminne |
| Borgeby 29:1                           | Hällristning            |              | Borgeby, Skåne      |       | 55.749899, 13.021252 | 10119400290001 | Ladda upp en bild av detta fornminne      |
| Borgeby 41:1                           | Hällristning            |              | Borgeby, Skåne      |       | 55.732611, 13.011821 | 10119400410001 | Ladda upp en bild av detta fornminne      |
| Flädie 7:1                             | Grav- och boplatsområde |              | Borgeby, Skåne      |       | 55.728814, 13.037733 | 10122200070001 | Ladda upp en bild av detta fornminne      |

## Fjelie
| Namn                     | Lämningstyp    | Tillkomsttid | Historisk indelning | Plats | Läge                 | ID-nr          | Bild                                      |
| ------------------------ | -------------- | ------------ | ------------------- | ----- | -------------------- | -------------- | ----------------------------------------- |
| Fjelie 1:1               | Stenkammargrav |              | Fjelie, Skåne       |       | 55.737565, 13.084295 | 10121800010001 | Ladda upp en bild av detta fornminne      |
| Vesslehög (Fjelie 2:1)   | Hög            |              | Fjelie, Skåne       |       | 55.731498, 13.088615 | 10121800020001 | Ladda upp en bild av detta fornminne      |
| Fjelie 3:1               | Hög            |              | Fjelie, Skåne       |       | 55.739431, 13.079488 | 10121800030001 | Ladda upp en bild av detta fornminne      |
| Skifthög (Fjelie 4:1)    | Hög            |              | Fjelie, Skåne       |       | 55.725742, 13.091118 | 10121800040001 | Ladda upp en bild av detta fornminne      |
| Bönhög (Fjelie 5:1)      | Hög            |              | Fjelie, Skåne       |       | 55.723343, 13.098747 | 10121800050001 | Ladda upp en bild av detta fornminne      |
| Pasle hög (Fjelie 6:1)   | Hög            |              | Fjelie, Skåne       |       | 55.737419, 13.134594 | 10121800060001 | Ladda upp en bild av detta fornminne      |
| Grönhögarna (Fjelie 7:1) | Hög            |              | Fjelie, Skåne       |       | 55.698761, 13.049563 | 10121800070001 | Ladda upp en till bild av detta fornminne |
| Grönhögarna (Fjelie 7:3) | Hög            |              | Fjelie, Skåne       |       | 55.698649, 13.049840 | 10121800070003 | Ladda upp en bild av detta fornminne      |
| Fjelie 9:1               | Hög            |              | Fjelie, Skåne       |       | 55.730123, 13.086927 | 10121800090001 | Ladda upp en bild av detta fornminne      |
| Fjelie 29:1              | Hällristning   |              | Fjelie, Skåne       |       | 55.711006, 13.063530 | 10121800290001 | Ladda upp en bild av detta fornminne      |
| Fjelie 36:1              | Hög            |              | Fjelie, Skåne       |       | 55.710642, 13.031310 | 10121800360001 | Ladda upp en bild av detta fornminne      |

## Flädie
| Namn                       | Lämningstyp      | Tillkomsttid | Historisk indelning | Plats | Läge                 | ID-nr          | Bild                                      |
| -------------------------- | ---------------- | ------------ | ------------------- | ----- | -------------------- | -------------- | ----------------------------------------- |
| Flädie 1:1                 | Begravningsplats |              | Flädie, Skåne       |       | 55.721228, 13.012237 | 10122200010001 | Ladda upp en till bild av detta fornminne |
| Stora Mallhög (Flädie 2:1) | Hög              |              | Flädie, Skåne       |       | 55.720161, 13.011682 | 10122200020001 | Ladda upp en bild av detta fornminne      |
| Lilla Mallhög (Flädie 3:1) | Hög              |              | Flädie, Skåne       |       | 55.721041, 13.007675 | 10122200030001 | Ladda upp en till bild av detta fornminne |

## Lomma
| Namn                               | Lämningstyp                 | Tillkomsttid | Historisk indelning | Plats | Läge                 | ID-nr          | Bild                                      |
| ---------------------------------- | --------------------------- | ------------ | ------------------- | ----- | -------------------- | -------------- | ----------------------------------------- |
| Kongshöjen, Kungshögen (Lomma 2:1) | Hög                         |              | Lomma, Skåne        |       | 55.651597, 13.068922 | 10129700020001 | Ladda upp en bild av detta fornminne      |
| Lomma 3:1                          | Hög                         |              | Lomma, Skåne        |       | 55.664260, 13.087147 | 10129700030001 | Ladda upp en bild av detta fornminne      |
| Bomhög (Lomma 4:1)                 | Hög                         |              | Lomma, Skåne        |       | 55.673245, 13.101983 | 10129700040001 | Ladda upp en till bild av detta fornminne |
| Blacksten (Lomma 19:1)             | Grav markerad av sten/block |              | Lomma, Skåne        |       | 55.667426, 13.110462 | 10129700190001 | Ladda upp en bild av detta fornminne      |
| Lomma 44:1                         | Hög                         |              | Lomma, Skåne        |       | 55.660701, 13.096298 | 10129700440001 | Ladda upp en bild av detta fornminne      |
| Lomma 44:2                         | Hög                         |              | Lomma, Skåne        |       | 55.660539, 13.095746 | 10129700440002 | Ladda upp en bild av detta fornminne      |